# Ian McColl, Baron McColl of Dulwich

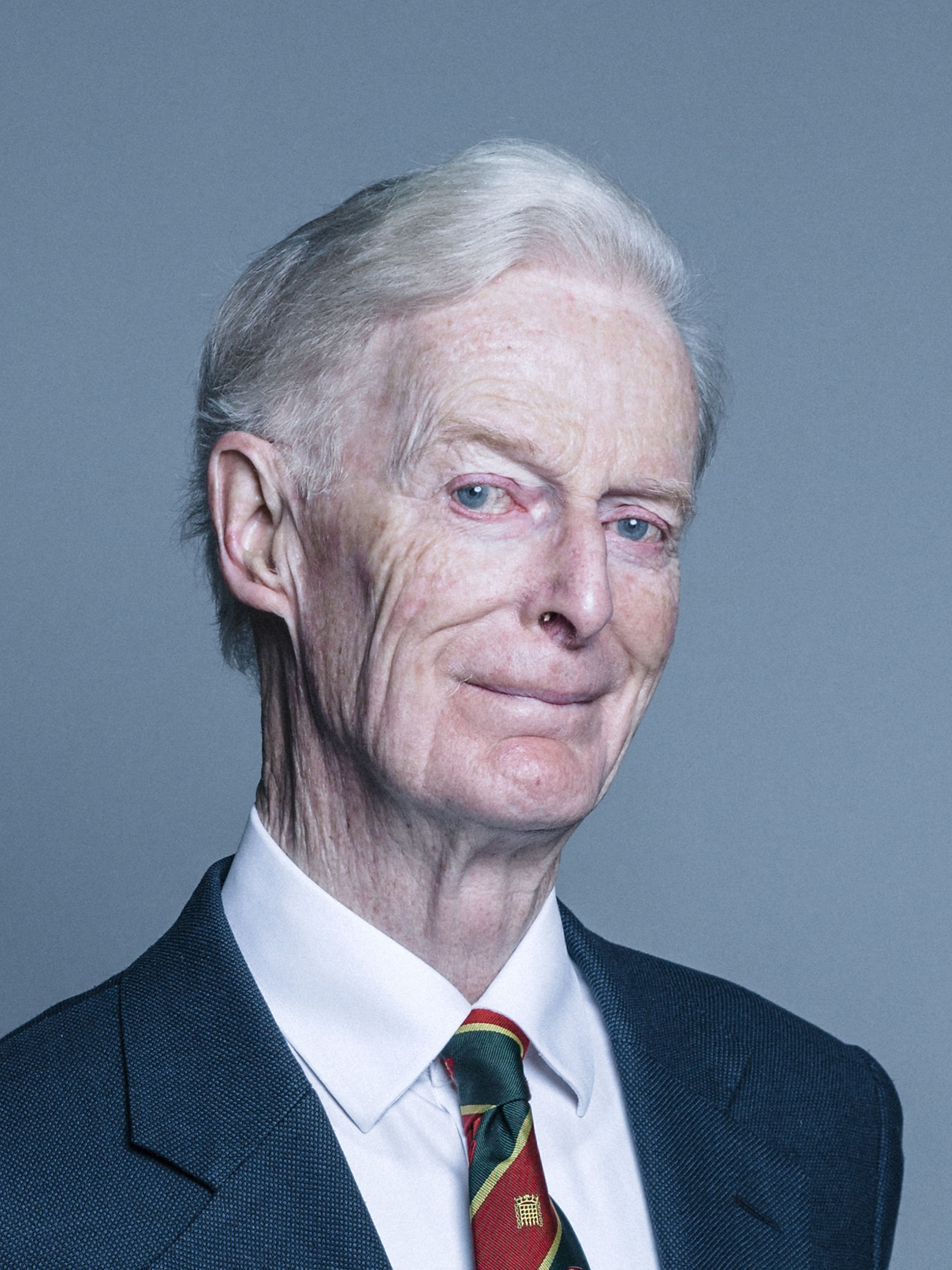
Ian McColl, Baron McColl of Dulwich

Ian McColl, Baron McColl of Dulwich CBE (* 6. Januar 1933) ist ein britischer Arzt, Hochschullehrer und Politiker der Conservative Party, der seit 1989 als Life Peer Mitglied des House of Lords ist.

## Leben

### Arzt und Hochschullehrer
Nach dem Besuch der Hutchesons’ Grammar School in Glasgow sowie der St Paul’s School in London absolvierte McColl ein Studium der Medizin an der Universität London und war von 1967 bis 1971 Chirurg am St Bartholomew’s Hospital und Prodekan des dortigen Lehrkrankenhauses. Danach übernahm er 1971 eine Professur für Chirurgie am Guy’s Hospital und war dort bis 1999 tätig, wobei er zwischen 1985 und 1999 auch Direktor der Chirurgischen Abteilung dieses Krankenhauses war.
Daneben war McColl zwischen 1984 und 1999 Beratender Chirurg der British Army sowie zeitgleich von 1987 bis 1993 Vorsteher der Abteilung für Chirurgie der Medizinischen Fakultät (School of Medicine) des King’s College London. Daneben war er zwischen 1986 und 1994 Mitglied des Beirates des Royal College of Surgeons of England und gehört seit 1995 dessen Verwaltungsrat an. McColl fungierte des Weiteren zwischen 1987 und 1991 als Vize-Vorsitzender für die Verwaltung für Behindertendienste (Disablement Services Authority)  sowie im Anschluss von 1991 bis 1994 als Präsident der Gesellschaft für minimalinvasive Chirurgie.

### Mitglied und stellvertretender Sprecher des Oberhauses
Durch ein Letters Patent vom 25. Juli 1989 wurde McColl als Life Peer mit dem Titel Baron McColl of Dulwich, of Bermondsey in the London Borough of Southwark, in den Adelsstand erhoben. Kurz darauf erfolgte seine Einführung (Introduction) als Mitglied des House of Lords. Im Oberhaus gehört er zur Fraktion der Conservative Party.
Während seiner Mitgliedschaft im Oberhaus war er zwischen 1994 und 2002 stellvertretender Sprecher des House of Lords sowie zugleich stellvertretender Vorsitzender der Ausschüsse (Deputy Chairman of Committees). Zugleich war er von 1994 bis 1997 Parlamentarischer Privatsekretär von Premierminister John Major und gehörte ferner zwischen 1994 und 1995 dem Oberhausausschuss für Sterbehilfe als Mitglied an.
In dieser Zeit war er von 1994 bis 1997 Präsident der Vereinigung endoskopischer Chirurgen von Großbritannien und Irland und ist seit 1996 Präsident von The Leprosy Mission, einer christlichen Organisation zur Bekämpfung der Lepra. Nachdem McColl zwischen 1985 und 1994 Präsident des Mildmay Mission Hospital in East London war, übernahm er danach von 1994 bis 2002 das Amt des Vorsitzenden des Verwaltungsrates dieses Krankenhauses. Später war Lord McColl, der 1997 Commander des Order of the British Empire wurde, zwischen 1997 und 2010 Sprecher der oppositionellen Fraktion der Tories für Gesundheit.
Seit 1998 gehört er zu den Vorstandsmitgliedern der Hilfsorganisation Mercy Ships und ist darüber hinaus seit 2000 Vorsitzender von Mercy Ships in Großbritannien. Weiterhin war er zwischen 1998 und 2004 Vorsitzender der James Allen’s Girls’ School in Dulwich und gehört außerdem seit 2001 zu den Verwaltern der St Paul’s School. Mit einer kurzen Unterbrechung ist er seit 1999 Mitglied des Exekutivkomitees der Parlamentarischen Gesellschaft des Commonwealth of Nations in Großbritannien.
Seit 2000 ist er Mitglied des Oberhausausschusses für Wissenschaft sowie seit 2010 zugleich des Oberhausausschusses für AIDS und HIV. Darüber hinaus fungiert er seit 2000 als Präsident der Royal Medical Foundation des Epsom College sowie seit 2011 als Vizepräsident der Parlamentarischen Gesellschaft des Commonwealth of Nations in Großbritannien.

## Sonstige Ehrenämter, Ehrungen und Auszeichnungen
1979 wurde er Mitglied der Livery Company der Worshipful Soc of Apothecaries sowie 1986 Mitglied der Worshipful Company of Barber Surgeons, wobei er 1998 Upper Warden, zwischen 1999 und 2000 Master sowie zuletzt von 2000 bis 2001 Deputy Master dieser Gesellschaft war.
Im Laufe seiner langjährigen beruflichen Laufbahn wurde McColl mehrfach ausgezeichnet und erhielt unter anderem 2002 den Great Scot Award und zugleich den Preis der US-amerikanischen National Maritime Historical Society. Des Weiteren ist er Freeman von London sowie Fellow des King’s College London (2001), der Royal Society of Surgeons of England, des American College of Surgeons sowie des Royal College of Surgeons of Edinburgh.
2007 wurde Lord McColl Ritter des Ordens der Mercedarier.

## Veröffentlichungen
- Intestinal Absorption in Man, (Mitautor, 1975)
- NHS Data Book (Mitautor, 1983)